# 6129 Demokritos
6129 Demokritos è un asteroide della fascia principale del diametro medio di circa 15,69 km. Scoperto nel 1989, presenta un'orbita caratterizzata da un semiasse maggiore pari a 2,7944554 UA e da un'eccentricità di 0,1699185, inclinata di 6,52621° rispetto all'eclittica.